# Kevin Kilbane
Kevin Daniel Kilbane (Preston, Inglaterra; 1 de febrero de 1977) es un exfutbolista inglés nacionalizado irlandés. Jugaba de lateral izquierdo o mediocentro y su último equipo fue el Coventry City. Fue internacional con la selección de fútbol de Irlanda.

## Trayectoria
Comenzó su carrera con el Preston North End y su primer partido fue en la Football League One contra el Notts County, el 16 de agosto de 1996. Su primer gol fue el 7 de septiembre contra el Bristol City pero el Preston perdió 2-1. Jugó 26 partidos en la liga en la temporada 1996-1997 y marcó dos goles. Kilbane fichó por el West Bromwich Albion de la Football League Championship el 13 de junio de 1997 por 1 250 000£ (1 592 660€) y marcó en su primer partido contra el Tranmere Rovers el 9 de agosto de 1997.  El 15 de diciembre de 1999 Kilbane fichó por el Sunderland AFC de la Premier League por 2 200 000£ (2 801 773€). Después de la temporada 2002-03 el Sunderland fue relegado al último lugar con solamente 19 puntos. En la temporada 2003-2004 Kilbane jugó cinco partidos en la Football League Championship con el Sunderland y el 31 de agosto de 2003 fichó por el Everton Football Club de la Premier League por 750 000£ (954 746€). Tres años más tarde exactamente, fichó por el Wigan Athletic por 2 000 000£ (2 545 830€).
El 8 de diciembre de 2012 anunció su retirada.

## Carrera internacional
Es uno de los seis jugadores que han jugado 100 o más partidos con la selección irlandesa junto a Robbie Keane, Shay Given, John O'Shea, Steve Staunton y Damien Duff.

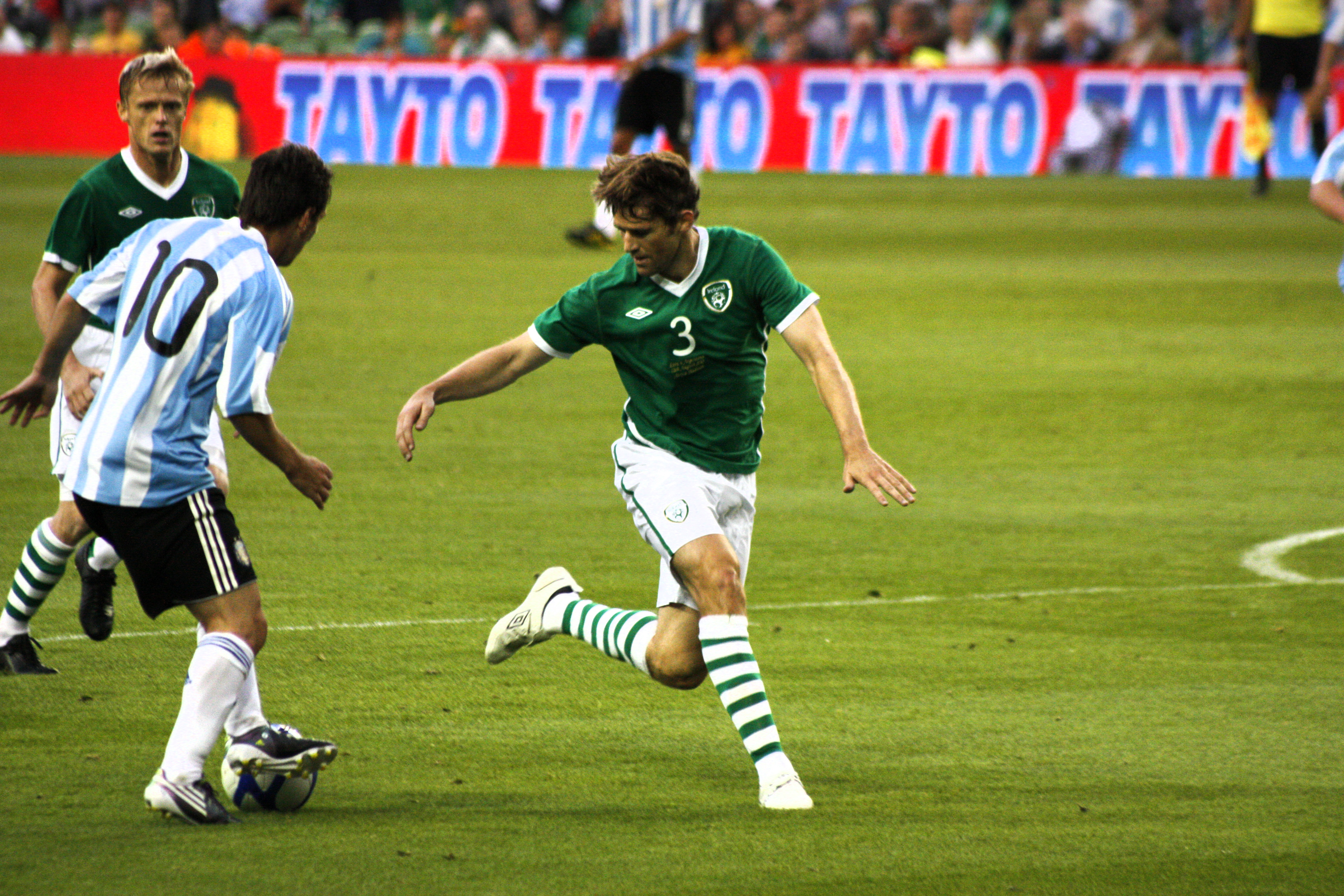
Kilbane marcando a Lionel Messi en un amistoso contra Argentina en 2010.

Su primer partido con la selección irlandesa fue el 6 de septiembre de 1997, contra Islandia en la clasificación para la Copa Mundial de 1998, e Irlanda ganó por 4-2. Kilbane fue sustituido. El 15 de octubre de 2000, contra Finlandia en casa, marcó su primer gol en una victoria por 3-0 en su 20.º partido. Kilbane jugó todos los partidos de Irlanda en la Copa Mundial de 2002 en Japón y Corea del Sur. Su 100.º partido internacional fue el mismo que el del portero Shay Given, en casa contra la Montenegro en la clasificación para la Copa Mundial de 2010, el 14 de octubre de 2009.

## Vida personal
Conoció a su actual pareja, Brianne Delcourt, en el programa Dancing On Ice en 2019. Tuvieron su primera hija, Olivia Mai, el 3 de febrero de 2021. En noviembre de ese mismo año confirmaron que estaban esperando su segundo hijo.

## Clubes
| Club                         | País       | Año       |
| ---------------------------- | ---------- | --------- |
| Preston North End            | Inglaterra | 1995-1997 |
| West Bromwich Albion         | Inglaterra | 1997-1999 |
| Sunderland                   | Inglaterra | 1999-2003 |
| Everton                      | Inglaterra | 2003-2006 |
| Wigan Athletic               | Inglaterra | 2006-2009 |
| Hull City                    | Inglaterra | 2009-2012 |
| Huddersfield Town (préstamo) | Inglaterra | 2011      |
| Derby County (préstamo)      | Inglaterra | 2011      |
| Coventry City                | Inglaterra | 2012      |